# Elisabeth van Nimwegen
Elisabeth van Nimwegen (1976) is een Nederlands actrice, presentatrice en schrijfster.

## Biografie
Van Nimwegen groeide op in Oosterhout. Tot 1995 volgde ze het gymnasium aan het Sint Oelbertgymnasium. Van Nimwegen studeerde in 2001 af aan de Toneelacademie Maastricht. Ze speelde als actrice in 2009 in de speelfilm Kan door huid heen. In 2010 speelde ze in de televisieserie De Troon, waarin zij de rol van regentes Emma vertolkte, en Annie MG, waarin ze de vrouw van Flip van Duyn speelde. Tevens maakte ze deel uit van Toneelgroep De Appel en Toneelgroep Oostpool. Hiernaast speelde ze gastrollen in diverse televisieseries.
In 2007 werd Van Nimwegen verslaggever voor het programma Kassa 3. Na enkele andere journalistieke klussen was ze van 2015 tot 2020 presentatrice van De Kennis van Nu, dat werd uitgezonden door de NTR. Ze presenteerde dit programma lange tijd samen met Diederik Jekel. Sinds 2021 is ze verslaggever in het programma Atlas, de opvolger van De Kennis van Nu. Daarnaast levert ze regelmatig bijdragen op het gebied van wetenschap op NPO Radio 1. Van juni 2019 tot 24 december 2021 presenteerde ze het programma Kunststof op NPO Radio 1.
In 2013 debuteerde ze als schrijfster met de novelle De smaak van ijzer. In 2018 volgde haar tweede boek, Onderdak. Tevens schreef ze voor dagblad Trouw.
In 2017 nam zij deel aan verschillende spelprogramma's. Zo nam ze in het voorjaar deel aan De Tafel van Taal samen met Diederik Jekel. In de zomer deed ze mee aan De Slimste Mens.

## Filmografie
- Gemeentebelangen – Simone (afl. "De zuurbal- en banaanclub", 2003)
- Ernstige Delicten – laborante (afl. "Modder", 2003)
- Zoop (2006) – Aleid
- Spoorloos verdwenen – Julia den Tex (afl. "De verdwenen journalist", 2007)
- Lege plekken (korte film, 2007) – moeder Nothmann
- Kan door huid heen (2009) – Siska
- Annie MG – vrouw Flip van Duyn (3 afl., 2010)
- Verborgen Gebreken – Mieke (afl. "Vrijheid", 2010)
- Deadline – stewardess (afl. "Eindtijd", 2010)
- De Troon – Emma van Waldeck-Pyrmont (2 afl., 2010)
- Moordvrouw – klasgenoot (afl. "Een hoge prijs", 2014)